# Fieberocapsus
Fieberocapsus is een geslacht van wantsen uit de familie blindwantsen. Het geslacht werd voor het eerst wetenschappelijk beschreven door Carvalho en Southwood in 1955.

## Soorten
Het genus bevat de volgende soort:

- Fieberocapsus flaveolus (Reuter, 1870)